# Belval-en-Argonne
Belval-en-Argonne je francouzská obec v departementu Marne v regionu Grand Est. V roce 2015 zde žilo 49 obyvatel.

## Poloha obce
Obec leží u hranic departementu Marne s departementem Meuse, asi 80 km jihovýchodně od Remeše.. Sousední obce jsou: Les Charmontois, Le Châtelier, Lisle-en-Barrois (Meuse) a Sommeilles (Meuse).

## Belvalské rybníky
Severozápadně od obce začíná velká oblast rybníků, zakládaných už v pozdním středověku. Na území obce je významná přírodní rezervace "Belvalské rybníky" o rozloze 203 ha. Předmětem ochrany jsou zejména vzácní ptáci (bukač velký, jeřáb popelavý aj.), 41 druhů vážek, různé druhy slunéčkovitých a další vodní i bažinatá fauna. Roste zde také 274 druhů rostlin, včetně vzácných, například ostřice nedošáchor, bublinatka obecná atd.

## Vývoj počtu obyvatel
Počet obyvatel